# Ipod Shuffle

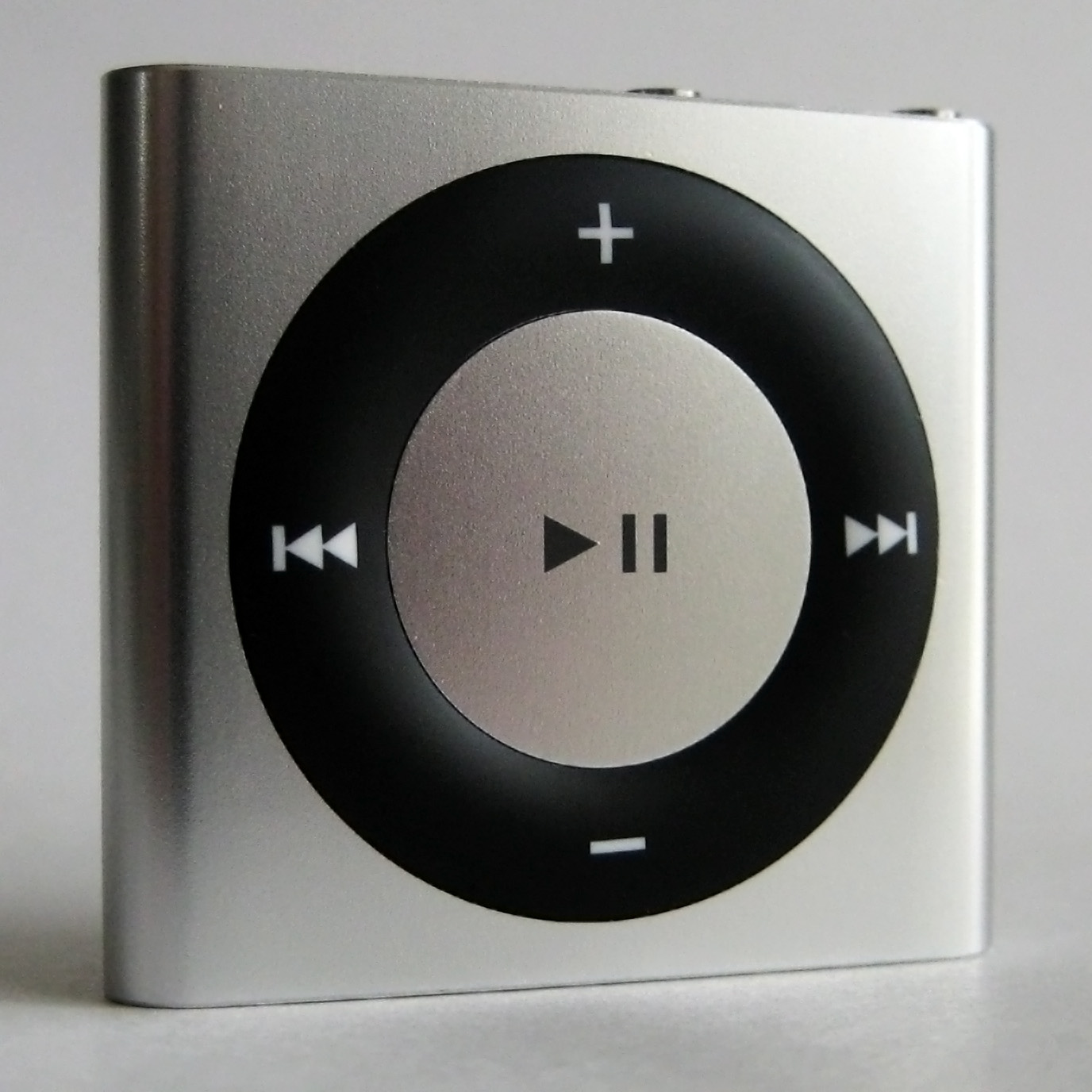
Ipod Shuffle 4G.

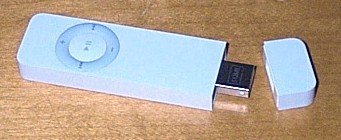
Framsidan på en Ipod Shuffle med USB-kontakten synlig.

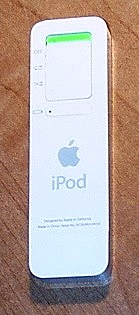
Baksidan på en Ipod Shuffle.

Ipod Shuffle, i marknadsföringssyfte skrivet iPod Shuffle, är en bärbar mediaspelare i Ipod-produktserien från Apple. Den presenterades på Macworld Conference & Expo den 11 januari 2005 med slogan Life is random. Istället för att lagra informationen på en hårddisk använder sig Ipod Shuffle som första Ipod av flashminne. Den första generationen Ipod Shuffle väger 22 gram och finns i två modeller, med 512 megabyte respektive en gigabyte lagringsutrymme. I början av 2007 lanserades musikspelaren i en andra generation, som väger 15 gram och har en gigabyte minne. Den 11 mars 2009 lanserades en tredje generation, som är ännu mindre (11g) och har fyra gigabytes minne.

## Överblick
Ipod Shuffle är designad för att enkelt laddas med ett urval av låtar. I Itunes finns en funktion som kallas autofyllning som fyller spelaren med så många låtar som får plats. Funktionen kan välja låtar från användarens bibliotek eller från en speciell spellista.
Ipod Shuffle har ingen display och saknar därmed funktioner som adressbok, kalender och spel. För att få plats med fler låtar på Ipod Shuffle kan man ställa in om spelaren skall konvertera låtarna till lägre kvalitet automatiskt. Denna funktion kan dock göra överföringen långsammare.
På framsidan av spelaren finns knappar för att starta eller pausa, gå till nästa eller föregående låt, framspolning samt volymändring. Genom att hålla in playknappen aktiveras ett knapplås. På baksidan finns en batteriknapp som för att visa hur mycket batteri som finns kvar samt en knapp för av- eller påsättning, att spela låtarna i slumpvis ordning eller rakt igenom spellistan. Genom att ansluta spelaren till datorn via USB-uttaget (som finns i botten av spelaren) laddas batteriet, och samtidigt kan man byta ut låtarna om så önskas.
Spelaren kan även användas som ett USB-minne, och genom Itunes kan man själv ställa in hur mycket plats man vill ha för musik och hur mycket som ska användas som hårddisk.

## Tillbehör
Både Apple och tredjepartstillverkare erbjuder olika former av tillbehör för Ipod Shuffle. Apple tillverkar produkter som armband, sportfodral som skyddar Ipod Shuffle från repor och liknande samt en dockningsstation för enklare överföring av låtar. Tredjepartstillverkare tillverkar produkter för att till exempel kunna ha spelaren i bältet, radiomottagare eller övriga skyddsfodral.